# Cerqueira César
Cerqueira César is een gemeente in de Braziliaanse deelstaat São Paulo. De gemeente telt 17.337 inwoners (schatting 2009).

## Aangrenzende gemeenten
De gemeente grenst aan Águas de Santa Bárbara, Arandu, Avaré, Iaras, Itaí, Manduri en Piraju.